# Knižní vazba
Knižní vazbou rozumíme:

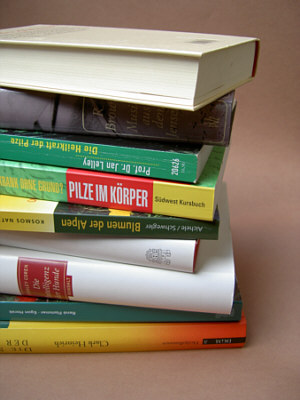
Knižní vazba na hromadě knih

- postup, jímž se z jednotlivých složek nebo listů vytváří pevný celek, knižní blok;
- obal, který má knihu chránit před poškozením, popř. ji též zdobit.[zdroj⁠?!]

Základní dělení knižních vazeb je na měkké a tuhé. Tuhé vazby jsou odolnější, ale jejich výroba je náročnější a dražší. Proto se v poslední době rozšířilo používání měkkých vazeb (paperback), což umožnilo snížit náklady na tisk knih. Souvislost je zde i s poplatky za autorská práva, která se mohou lišit pro vydání v měkké vazbě a v tuhé vazbě. Dále se měkké i tuhé vazby dělí podle způsobu spojení na lepené a šité.

## Měkká vazba
Měkká vazba se dělí na čtyři základní typy:

### Vazba V1
(sešitová brožura) vyrábí se tak, že jsou knižní složky sneseny vkládáním (do sebe). Knižní blok se vloží do jednou rýhované obálky a ve hřbetu se sešijí drátěnými skobkami na drátovce nebo nitěmi na šicím stroji po celé délce hřbetu. Po oříznutí ze tří stran je sešitová brožura hotová. Podle normy ON 88 3750 pro knižní vazby je dovolený rozsah pro sešitovou měkkou vazbu V1 u papíru plošné hmotnosti do 70 g/m2 nejvýše 60 listů (120 stran), nad 70 g/m2 maximálně 44 listů (88 stran)

### Vazba V2
Spolu s V1 nejrozšířenější typ vazby.[zdroj?] Jednotlivé listy jsou lepeny a vsazeny do měkkých desek. Této vazbě se říká též brožovaná, knihy s vazbou V2 jsou nazývány paperback.
Používají se tři základní typy lepidel:

-	vodou ředitelná disperzní lepidla (polyvinylacetáty),

-	tavná lepidla na bázi kopolymerů vinylacetátů a etylenu,

-	polyuretanová lepidla.

### Vazba V3
Vazba podobná V1 s tím rozdílem, že k sešití jsou používány shora umístěné skobičky a celek se pak upevňuje do obálky.

### Vazba V4
Jedná se o měkkou vazbu, která se svými parametry blíží tuhé vazbě V8. Jednotlivé bloky jsou sešity niťovkou a ty pak sešity nebo slepeny.

## Polotuhá vazba
Polotuhá vazba se dělí na dva základní typy:

### Vazba V5
Je vazba s deskami z lehčí lepenky která je mírně odsazena od hřbetu - knižní blok je buď lepen, nebo sešit nití, vazba je podobná V2. Dnes se již téměř nepoužívá.

### Vazba V6
To jsou leporela.

## Tuhá vazba
Tuhá vazba se dělí na tři základní typy:

### Vazba V7
Poloplátěná vazba, kdy na potažení desky je použit papír a na hřbet plátno.

### Vazba V2V8
Takzvaná falešná vazba V8 je lepená vazba V2 v tvrdých deskách.

### Vazba V8
Šitá vazba v tvrdých deskách. Tzv. celoplátěná vazba, tj. z jednoho materiálu.[zdroj?] Na potažení desek může být použit papír (lakovaný, laminovaný ...), nebo jiné materiály, např. plátno nebo kůže.

### Vazba V9
Tuhá vazba s deskami z plastu.